# ひとみちゃん
ひと:みちゃん（生年不詳）は、俳優、パフォーマー、作詞家、作曲家。
本来、芸名の「み」の字の上にはフランス語の発音記号ウムラウト・トレマがついているが、ウェブ上では再現しにくいため、省略されたり、「ひと：みちゃん」などと表記される。名古屋市出身。 通称は『漫談・司会の爆裂王子』。名古屋市を活動拠点にしているアングラパフォーマンスオーケストラの 無慈悲なパイプ に所属する同オーケストラの中心人物であり、自ら立ち上げた音楽ジャンル『艶歌シャンソニエ』家元。

## 来歴
1990年代後半、たまたま友達の付き添いで受けた『マイカル桑名演芸コンテスト』に合格。同所でのイベントの初舞台からがキャリアの始まりとなり、以後、派手な着物を纏い、マシンガントークする特異な芸風が徐々にクチコミで広がり、縁あって名古屋の大須演芸場にレギュラー出演する様になる。他に浅草フランス座演芸場東洋館、東京・京阪神などの各種クラブイベントの司会や前出の艶歌シャンソニエのリサイタルを行っている。
2014年2月、大須演芸場一時閉場後、本拠地を東京にも広げ、以後、東名阪を行き来しながら活動を続け、大衆演劇の『劇団源之丞』(澤村龍司座長)に客演したり、様々な映画に出演したりと活動の幅を広げている。2014年強制執行で閉場時の大須演芸場と2016年の鈴蘭南座と、両劇場の最終公演に出演した唯一の出演者である。
2015年頃より、様々な自主製作映画や話題作に端役ながらも出演する様になり、また、出演作品の主題歌を手掛けるなど、その作品群の製作拠点である関西方面と東京を行き来し活動する様になった。
2018年公開の『父、かえれ!』（武石昂大監督 『第6回八王子Shortfilm映画祭』準グランプリ受賞）では、主人公で娘役の根矢涼香や妻役の片岡礼子と共に父役に抜擢され、長年家を空けていたがひょこっと突然帰ってきた父を飄々と演じきり初主演を果たした。
2023年公開の『イミテーションブルー』(山中太郎監督)の助演により『Kisssh kisssssshu映画祭2023』に於いて助演男優賞受賞。

## 芸風
自分の用意したSEや音楽の原盤を掛けながら、往年のキャバレーやパチンコ屋や大衆演劇の軽妙な口上風の司会芸(口上芸)を一人で行い、新感覚的な漫談を原則客いじりはせず、歯切れの良いコミカルなマシンガントークで口演している。

## 趣味
- 伝統芸能、宝塚歌劇団、大衆演劇、各種演芸及び音楽の鑑賞。着物収集。

## 出演

### ラジオ
- ひと：みちゃんのぶら〜りブラ×2 人魅旅!!（尾張東部放送、毎週火曜20:30〜21:00）
- サンキューイブニング木曜（尾張東部放送、木曜17:30〜20:00）

### テレビ
- 遠くへ行きたい 「豪華絢爛! 愛知グルメツアー」（読売テレビ、2018年9月2日）大須を訪ねた渡辺徹を案内。

### 映画
- 『食べられる男』（2016年 近藤啓介監督 本多力主演）[6] - イッセイ役
- 『LOCO DD 日本全国どこでもアイドル(オムニバス映画)/Last DAYS～君といた場所』[7]（2015-17年 田中要次監督）- テーブルの下の株主役
- 『赤色彗星倶楽部』（2017年 武井佑吏監督）[8]
- 『温泉しかばね芸者』（2017年 鳴瀬聖人監督 兼音楽監修[9]
- 『はめられて Road to Love』（2017年 横山翔一監督）- 刑事 役
- 『スクールアウトサイダー』（2017年 松本花奈監督、アバンティーズ）
- 『ファミリー☆ウォーズ』（2018年 阪元裕吾監督 キングレコード） - 教祖 役
- 『ウーマンウーマンウーマン』（2018年 近藤啓介監督） - 音楽提供
- 『網走の海』（2018年、近藤啓介監督）
- 『新橋探偵物語/絶倫探偵 巨乳を追え!』(2018年 横山翔一監督 大蔵映画）音楽プロデュース）
- 『父、かえれ!』（2018年 武石昂大監督）主演 茂(父) 役
- 『泥マンのドラマ』（2018年 上西雄大監督）
- 『明日かえるために、今日おきる。』（2019年 武石昂大監督）
- 『凪の憂鬱』（2019年、磯部鉄平監督）
- 『おかざき恋愛四鏡』（2020年、市原博文監督）-挿入歌
- 『あの群青の向こうへ』（2020年 廣賢一郎監督）
- 『アイドルスナイパー THE MOVIE』（2020年10月3日、K-Network Family） - シャンソン歌手スナイパー 役[10]
- 『恋の墓』（2020年 鳴瀬聖人監督）[11] -主題歌、出演
- 『B/B』（2020年、中濱宏介監督）
- 『THE TOUCHER 寂しすぎて、超能力に目覚めてしまいました。』（2020年、田中大貴監督）- 宗教教祖志望者 ＊リモート映画
- 『アワータイム』（2020年、大矢哲紀監督） - 大学生 ＊リモート映画
- 『平成居酒屋 月の光』（2021年、上島大和監督） - 主演（10役）
- 『ドブ川番外地』（2021年、渡邉安悟監督） - ヤブ医者 役
- 『どっこいしょ』（2021年、小手川望監督） - 主題歌、妖精 役
- 『PARALLEL』（2021年、田中大貴監督）
- 『おっさんずぶるーす』（2022年、おっさんずぶるーすパートナーズ） - 音楽
- 『アクリルの烏龍』（2022年、蒲生映与監督）
- 『女の仕事』（2022年 野火明監督）
- 『イミテーションブルー』（2022年、山中太郎監督） - 志村章造(毒親)※Kisssh Kissssssh映画祭2023 最優秀助演賞受賞[12]
- 『ペテン狂騒曲』（2024年、松本了監督） - 喫茶店マスター 役[13]

### MV
- 星美りか『ポルノハブ』（2021年、杉浦哲平監督）- 出演

## ディスコグラフィ
- 雨の大須商店街（無慈悲なパイプ）
- 温泉しかばね芸者 サウンドトラック（編曲 松石ゲル）

## 共演者
倖田來未、BENNIE K、MEGARYU、AI、nobodyknows+、the ARROWS、SEAMO、横山剣、大西ユカリ、渚ようこ、青木さやか、猫ひろし、はなわ、小西康陽、中塚武、LITTLE TEMPO,ジョニー大倉、内海利勝、ミッキー・カーチス、若井ぼん、南州太郎、水野晴郎 、片岡礼子他。

## 参照
- 家元ひと:みちゃんの日常（2015.2.4-）
- ひとみちゃんの旧公式ブログ
- 大須演芸場：強制執行も笑いに「サプライズゲスト執行官」　毎日新聞
- 愛知）大須芸人、それぞれの道　足立席亭が引っ越し 2014年2月26日03時00分 朝日新聞デジタル版
- 大須演芸場へ恩返し公演 2014年1月24日 中日新聞 Web Opirina